# Minamiawaji
Minamiawaji (南あわじ市, Minamiawaji-shi) est une ville située dans la préfecture de Hyōgo, au Japon.

## Géographie

### Situation
Minamiawaji est située dans la partie sud de l'île d'Awaji.

### Démographie
En avril 2023, la population de Minamiawaji était estimée à 44 782 habitants, répartis sur une superficie de 229,01 km2.

## Histoire
La ville de Minamiawaji a été créée en 2005 de la fusion des anciens bourgs de Mihara, Midori, Nandan et Seidan.

## Culture
Près du port se dresse le Théâtre de Marionnettes d'Awaji, représentant la tradition de jōruri et de bunraku de l'île d'Awaji.

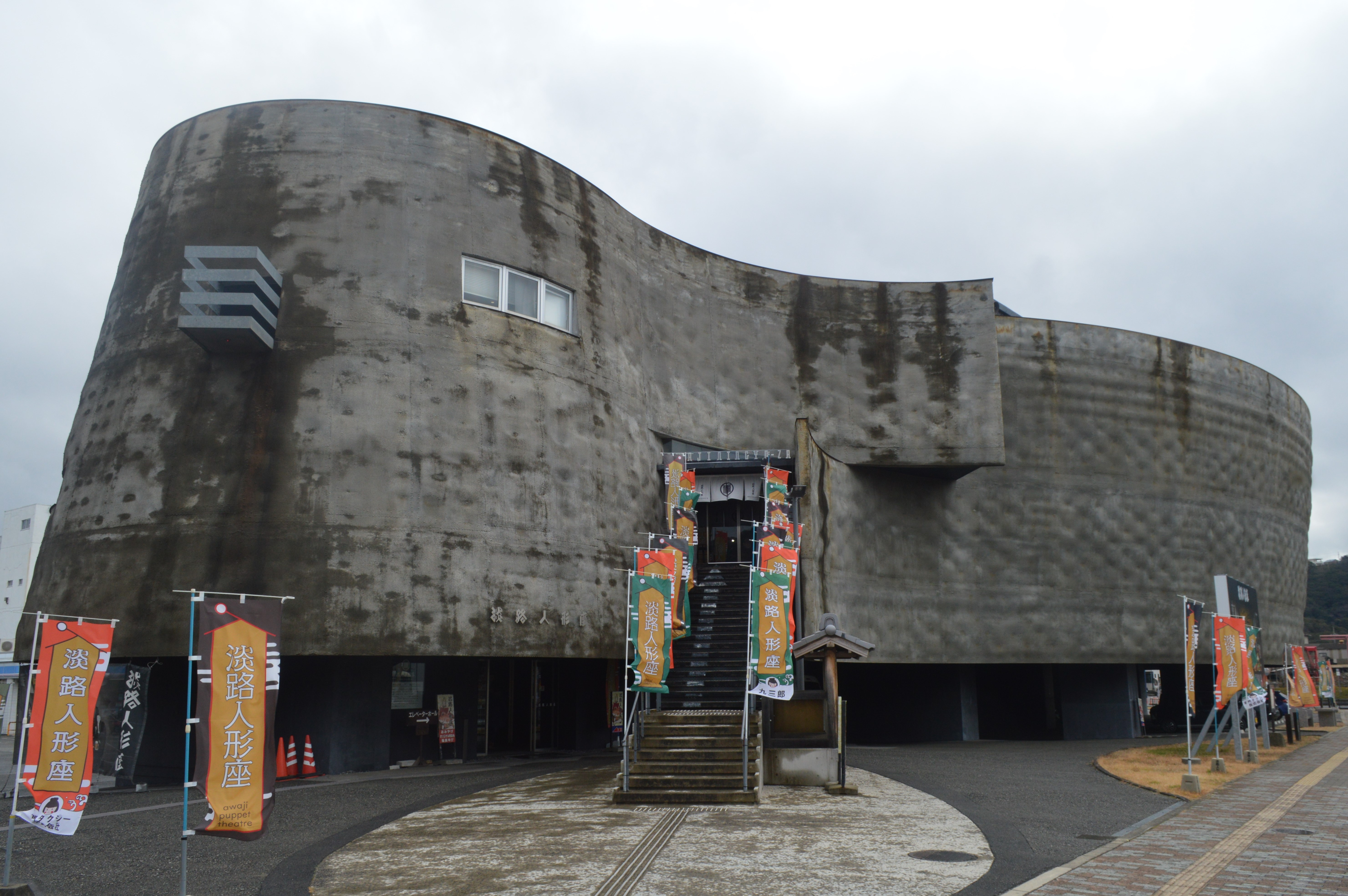
Théâtre de Marionnettes d'Awaji.
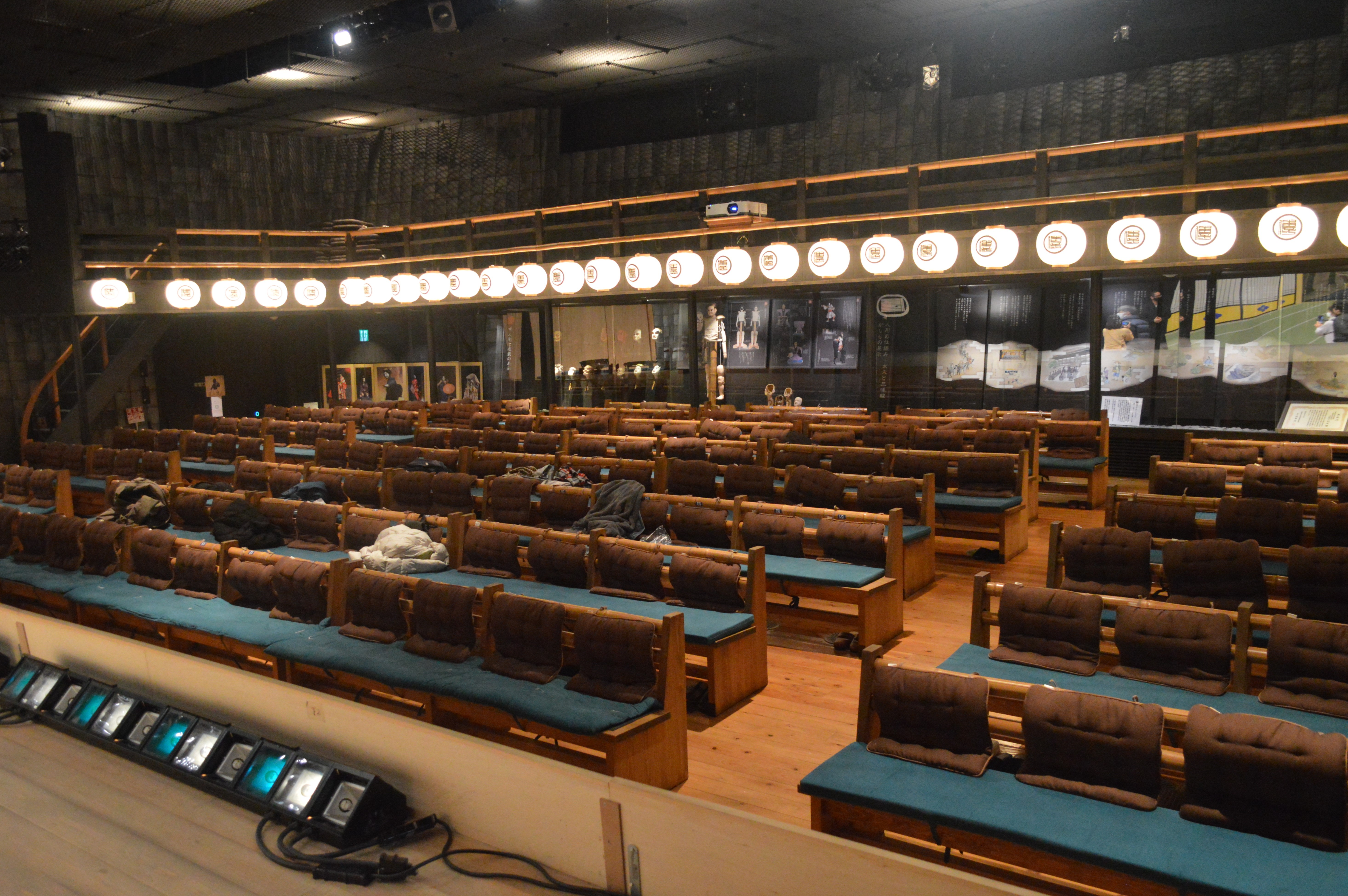
Salle du théâtre de Marionnettes d'Awaji.
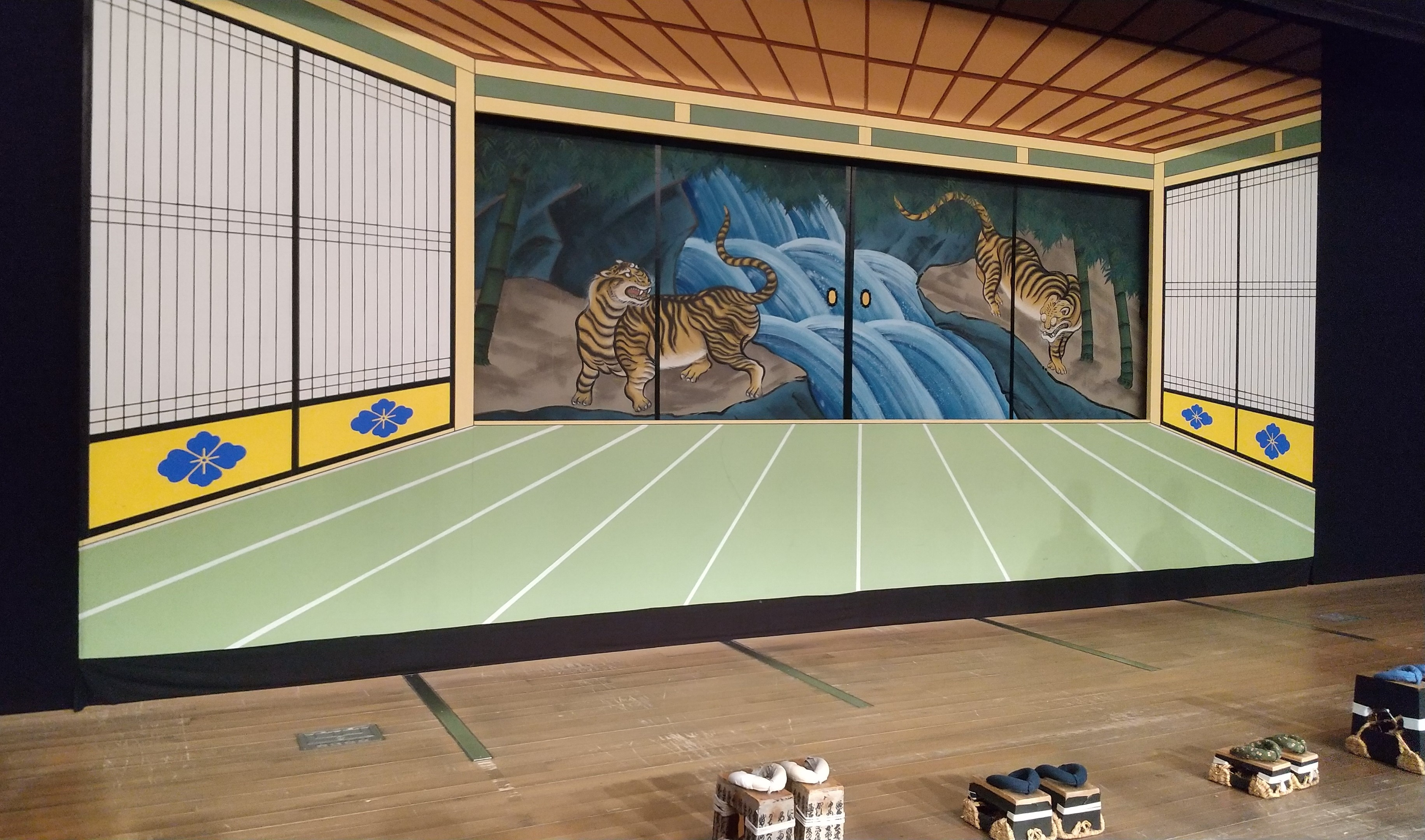
Fond de scène du théâtre de marionnettes de Minami-Awaji.

## Transports
Le pont Ōnaruto relie la ville à Shikoku.
La ville possède un port.